# Johann Jakob Heusser

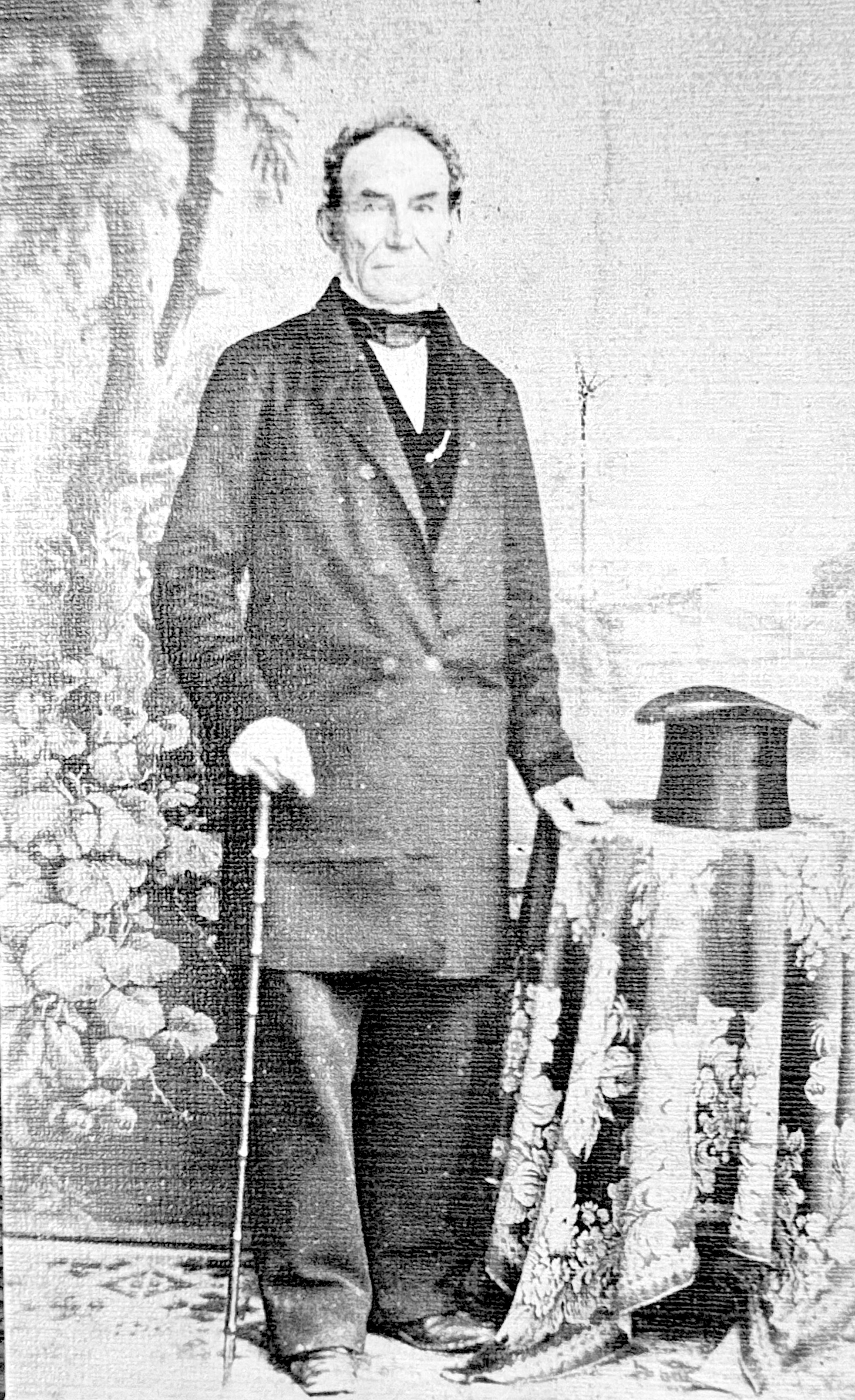
Johann Jakob Heusser

Johann Jakob Heusser (* 22. August 1783 in Schönenberg; † 29. Oktober 1859 in Hirzel, heimatberechtigt in Hombrechtikon, ab 1818 in Hirzel) war ein Schweizer Arzt. Er war der Vater der Schriftstellerin Johanna Spyri.

## Leben
Heussers Eltern waren Hans Jakob Heusser, Landwirt und Naturarzt in der Weisserlen in Schönenberg und Katharina, Tochter des Landwirts in der Weisserlen Johannes Hofmann. Nach dem Besuch der Dorfschule in Schönenberg liess er sich von 1805 bis 1810 am Medizinisch-chirurgischen Kantonalinstitut in Zürich zum Arzt ausbilden. 1809 war er als Militärarzt im Österreichisch-Französischen Krieg tätig und legte 1810 sein Examen ab. Von 1810 bis zu seinem Tod im Jahr 1859 führte er in Hirzel seine Praxis.
1821 heiratete Heusser die Dichterin Meta Heusser-Schweizer und hatte mit ihr sechs Kinder, darunter Jakob Christian Heusser und Johanna Spyri. Er verstarb am 29. Oktober 1859 im Alter von 76 Jahren in Hirzel.

## Wirken
Johann Jakob Heusser spezialisierte sich als Arzt auf die Chirurgie und auf Geisteskrankheiten. Heusser, der als "begabter Chirurg" galt, führte in seiner Praxis Amputationen, Bruch-, Brust- und Geschwulstoperationen sowie Frakturbehandlungen durch. Dazu machte er sich einen Namen als Betreuer und Untersucher von «Gemütskranken», die er zu diesem Zweck in sein Haus aufnahm.

## Weblink
- Thomas Böni: Heusser, Johann Jakob. In: Historisches Lexikon der Schweiz.

| Personendaten    | Personendaten         |
| ---------------- | --------------------- |
| NAME             | Heusser, Johann Jakob |
| KURZBESCHREIBUNG | Schweizer Arzt        |
| GEBURTSDATUM     | 22. August 1783       |
| GEBURTSORT       | Schönenberg           |
| STERBEDATUM      | 29. Oktober 1859      |
| STERBEORT        | Hirzel                |